# Chwaniów
Chwaniów – jedno z głównych pasm Gór Sanocko-Turczańskich, położone pomiędzy Górami Słonnymi a Pogórzem Przemyskim. Najwyższymi szczytami są Brańcowa (677 m n.p.m.) i Truszowskie (677 m n.p.m.).
Pasmo Chwaniowa ciągnie się z północnego zachodu, od doliny Berezki, na południowy wschód, po doliny Karaszyna i Strwiąża. Na północnym wschodzie ograniczone jest dolinami: Berezki, Roztoki, Krywca, Wiaru i Karaszyna, zaś południowo-zachodnią granicę stanowią doliny: Tyrawki, Ropienki oraz Łodyny.
Występują tu liczne niewybitne kulminacje przekraczające 600 m n.p.m. Począwszy od północnego zachodu, pierwszym wysokim szczytem jest Margiel (604 m n.p.m.). Następnie wznoszą się szczyty: Poręba (618 m n.p.m.), Kiczora (628 m n.p.m.) i Cztery Kopce (632 m n.p.m.), z których północno-wschodniego stoku odbiega rozczłonkowany grzbiet do dolin Krywca i Wiaru. Dalej grzbiet osiąga Truszowskie (677 m n.p.m.), a potem Brańcową (677 m n.p.m.). Stąd na południe odgałęzia się grzbiet Wolańskiej Kiczery i Wideł, natomiast Chwaniów opada ku dolinie Karaszyna.
Całe pasmo znajduje się w Parku Krajobrazowym Gór Słonnych, w ramach którego na eksponowanych na północny wschód zboczach pasma utworzono dwa rezerwaty przyrody:
- Nad Trzciańcem na stokach Kiczory i Czterech Kopców
- Chwaniów na stokach Truszowskiego oraz, częściowo, Brańcowej

Na granicy z Pogórzem Przemyskim, na północny wschód od Brańcowej znajduje się ponadto okaz limby – pomnik przyrody Limba w Liskowatem.

## Szlaki turystyczne
Niebieski szlak turystyczny Rzeszów – Grybów na odcinku Mosty (640 m n.p.m.) – Brańcowa – Jureczkowa
 żółto-czarny pieszy szlak „Śladami dobrego wojaka Szwejka” na odcinku Zawadka – Liskowate